# Pireneitega involuta
Pireneitega involuta là một loài nhện trong họ Amaurobiidae.
Loài này thuộc chi Pireneitega. Pireneitega involuta được miêu tả năm 1990 bởi Jia-Fu Wang et al..